# Casino Marina del Sol Osorno
Casino Marina del Sol Osorno es un casino de juego chileno, ubicado en la ciudad de Osorno, en la Región de los Lagos, Chile. El recinto está ubicado en calle Ejército n.º 395, a orillas del río Rahue. 

## Historia
Es el casino aprobado en 2006 por la Superintendencia de Casinos de Juego para la Región de los Lagos, a partir de la Ley 19.995 sobre Casinos que entró en vigencia en mayo de 2005; la cual permitió la existencia de 24 casinos en Chile (incluyendo los 7 casinos que existían hasta ese momento), con un mínimo garantizado de uno por región y un máximo de tres, y distanciados por un mínimo de 70 km viales.
Por otro lado, La Superintendencia de Casinos de Juego (SCJ) recibió, el 2 de abril de 2008, una solicitud de autorización de cambio societario de Latin Gaming Osorno S.A., sociedad que originalmente le pertenecía en 100% al grupo panameño Latin Gaming, para que Clairvest Group Inc. ingresara como un nuevo socio final a través de la persona jurídica Operadora Clairvest Latin Limitada, con una participación total de 65% de la propiedad, previa precalificación de sus socios por parte de la institución.
El Complejo Plaza Sol de Los Lagos cuenta con unos 40 mil metros cuadrados de edificación, siendo el casino inaugurado el 14 de enero de 2009  a las 15.30 h.

## Infraestructura
El Casino presenta 292 máquinas de azar, 108 posiciones de bingo, y 21 mesas de juego; destacando entre ellos el black jack, póker, ruleta americana, craps (presentando una mesa de craps tradicional, que no la tiene ningún otro casino en Chile), entre otros.

## Atracciones
Además del Casino, dentro del Complejo Plaza Sol de Los Lagos destaca:
- Hotel
- Discoteca
- Restaurante

- Bar
- Bulevar (Bulevar con 15 locales comerciales de estilo arquitectónico temático de un pueblo bávaro-suizo tradicional)
- Sala de Bowling
- Spa
- Gimnasio (Gimnasio Sport Life)
- Centro comercial
- Centro de entretenciones.

Igualmente forma parte de la remodelación urbanística del borde del río Rahue con carácter turístico, en el que se incluye o incluirá un paseo peatonal y costanera, el Fuerte Reina Luisa, y el Nuevo Puente San Pedro (ubicado al lado del Casino).